# Xanthorhoe fuscata
Xanthorhoe fuscata là một loài bướm đêm trong họ Geometridae.